# Naranjakotta
Naranjakotta is een geslacht van wantsen uit de familie van de Miridae (blindwantsen). Het geslacht werd voor het eerst wetenschappelijk beschreven door Gerasimos Cassis en Celia Symonds in 2016.

## Soorten
Het genus bevat de volgende soorten:

- Naranjakotta bicolorata Cassis & Symonds, 2016
- Naranjakotta chinnocki Cassis & Symonds, 2016
- Naranjakotta cryptandraphila Cassis & Symonds, 2016
- Naranjakotta dimorpha Cassis & Symonds, 2016
- Naranjakotta graphica Cassis & Symonds, 2016
- Naranjakotta hakeaphila Cassis & Symonds, 2016
- Naranjakotta hibbertiaphila Cassis & Symonds, 2016
- Naranjakotta hyalina Cassis & Symonds, 2016
- Naranjakotta keraudrenia Cassis & Symonds, 2016
- Naranjakotta lochada Cassis & Symonds, 2016
- Naranjakotta macfarlanei Cassis & Symonds, 2016
- Naranjakotta minor Cassis & Symonds, 2016
- Naranjakotta myrtlephila Cassis & Symonds, 2016
- Naranjakotta rosa Cassis & Symonds, 2016
- Naranjakotta sidnica (Stål, 1860)
- Naranjakotta splendida Cassis & Symonds, 2016
- Naranjakotta unicolorata Cassis & Symonds, 2016
- Naranjakotta wanarra Cassis & Symonds, 2016
- Naranjakotta watheroo Cassis & Symonds, 2016